# Übernahme der Credit Suisse durch die UBS
Am 19. März 2023 vereinbarte die Schweizer Bank UBS Group AG den Kauf der Credit Suisse Group AG für 3 Milliarden Schweizer Franken durch einen Aktiendeal, der vom Bundesrat und der Eidgenössischen Finanzmarktaufsicht (FINMA) vermittelt wurde. Die Schweizerische Nationalbank (SNB) unterstützte die Transaktion, indem sie der UBS nach der Übernahme der Credit Suisse Liquidität von bis zu 200 Milliarden Franken zur Verfügung stellte, während der Bundesrat der UBS eine Ausfallgarantie von bis zu 9 Milliarden Franken gewährte. Ausserdem wurden Tier-1-Anleihen der Credit Suisse von 16 Milliarden Franken auf null abgeschrieben.
Die Credit Suisse war eine global systemrelevante Bank, deren Investmentbanking-Einheit, die Credit Suisse First Boston, durch eine Reihe von Skandalen in die Schlagzeilen geraten war. Die Bankenkrise in den Vereinigten Staaten löste bei den Anlegern weltweit Angst aus, dass weitere angeschlagene Banken in Schwierigkeiten geraten könnten. Das führte dazu, dass bei der Credit Suisse innert Tagen Milliarden abgezogen wurden und die Liquidität nicht mehr sichergestellt war. Die Übernahme wurde rasch vereinbart und kurz vor der Eröffnung der asiatischen Finanzmärkte am Montagmorgen bekannt gegeben, um Turbulenzen auf den globalen Finanzmärkten zu verhindern. Darauf kündigten Zentralbanken in aller Welt Liquiditätsmassnahmen in US-Dollar an, um eine breitere Marktpanik und eine grössere Bankenkrise zu vermeiden.
UBS schloss die Übernahme der CS am 12. Juni 2023 ab. Auf die Fusion der Mutterhäuser folgte jene der operativen Einheiten in den Ländern, so wurde am 1. Juli 2024 die rechtliche Fusion der Credit Suisse (Schweiz) AG und der UBS Switzerland AG bekannt gegeben. Nun werde schrittweise die Migration der Schweizer CS-Kundengeschäfte auf die UBS-Systeme vollzogen, was mehrheitlich im Jahr 2025 stattfinden soll.

## Hintergrund

### Die Credit Suisse und die globale Finanzkrise
1856 als Schweizerische Kreditanstalt gegründet, entwickelte sich die Bank seit der Übernahme der New Yorker Investmentbank First Boston 1988 zu einer globalen Bank. Von der Weltfinanzkrise 2007–2008 war die Credit Suisse weniger stark betroffen als ihre Konkurrenz. Während der Staat die andere Schweizer Grossbank retten musste, konnte sie von privaten Anlegern vorwiegend aus dem Nahen Osten 9 Mrd. USD aufnehmen, um ihre Finanzlage zu stärken. Nach der Finanzkrise setzte die Investmentbank der Credit Suisse deshalb ihre risikoreichen Geschäfte fort, um mit den grossen US-Finanzinstituten zu konkurrieren, während andere US-Banken und die UBS konservativere Strategien verfolgten, indem sie statt dem Investmentbanking auf die Vermögensverwaltung setzten.
Die Schweizer Behörden retteten die UBS, weil sie es vorzogen, zwei grosse Banken zu haben. Dennoch gab es lange Gerüchte über eine Fusion von UBS und Credit Suisse. Tidjane Thiam, CEO der Credit Suisse von 2015 bis 2020, diskutierte die Idee oft mit Kollegen. Als die Credit Suisse im Herbst 2022 schwächelte, plante die UBS-Führung, wie sie ihre Rivalin übernehmen könnte und welche staatliche Hilfe sie dafür benötigen würde. Um zu vermeiden, dass erneut öffentliche Gelder in Anspruch genommen werden, wenn eine grosse Bank Hilfe benötigt, planten die Schweizer Behörden, ihre Aktien und Anleihen bei Bedarf abzuschreiben.

### Verluste in der Investmentbanking-Sparte
Der Präsident der Credit Suisse, Axel Lehmann, erinnerte an der Aktionärsversammlung im April 2023, nach dem Zusammenbruch seines Unternehmens, daran, dass «wir nach der Finanzkrise als 'Beste Bank weltweit' bezeichnet wurden. Die Jahre seither ... das ist die bittere Realität.» Zwischen 2008 und 2023 schnitt das Investmentbanking der Credit Suisse schlecht ab, was die Rentabilität des Unternehmens beeinträchtigte und zu erheblichen Verlusten führte. Die Bank litt unter einer Reihe von Skandalen und Missmanagement, darunter auch Verluste in ihrer Investmentsparte im Zusammenhang mit den Zusammenbrüchen von Archegos Capital und Greensill Capital im Jahr 2021. Gerüchte in den sozialen Medien im Oktober 2022 über den Niedergang der Bank trugen zu einem Bankansturm bei, bei welchem in den letzten drei Monaten des Jahres fast 111 Milliarden Franken aus dem Vermögensverwaltungsgeschäft oder rund acht Prozent der verwalteten Vermögen von der Bank abgeflossen sind. Die interne Kontrolle der Finanzberichterstattung der Bank wurde von ihrem Wirtschaftsprüfer PwC für den Zeitraum 2020 bis 2022 beanstandet.

### März 2023: Bankenpleiten und Ansteckung in den Vereinigten Staaten
Nach den Bankenzusammenbrüchen in den USA im März 2023 fielen die Aktien des weltweiten Bankensektors stark. Der S&P-Bankenindex sank innerhalb von zwei Wochen bis zum 18. März 2023 um 22 %. Die Bankenzusammenbrüche in den USA lösten eine breitere Besorgnis über den Druck aus, den die Zinserhöhungen der Federal Reserve und anderer Zentralbanken auf den Sektor ausübten.
Die Saudi National Bank war mit einem Anteil von fast 10 % der grösste Aktionär der Credit Suisse. Als Bloomberg Television den Vorsitzenden der Saudi National Bank Ammar Al Khudairy am Mittwoch, den 15. März 2023, auf einer Konferenz in Riad fragte, ob sein Unternehmen möglicherweise weiter in die Credit Suisse investieren werde, antwortete er: „Die Antwort ist absolut nicht, und zwar aus vielen Gründen, abgesehen vom einfachsten Grund, der regulatorischer und gesetzlicher Natur ist“, und fügte hinzu:
Wenn wir über 10 % hinausgehen, treten alle neuen Regeln in Kraft, sei es von unserer Regulierungsbehörde, der Schweizer Regulierungsbehörde oder der europäischen Regulierungsbehörde. Wir sind nicht geneigt, uns auf ein neues Regulierungssystem einzulassen. Ich könnte noch fünf oder sechs weitere Gründe anführen, aber ein Grund ist, dass es eine gläserne Decke gibt, über die wir nicht hinausgehen wollen.
Bloomberg schrieb später: „Für einige sah Al Khudairys Kommentar wie ein Akt der Selbstsabotage aus“. Obwohl die Saudi National Bank später erklärte, dass ihr einziger Grund darin bestehe, unter 10 % der Anteile zu bleiben, gerieten die Anleger in Panik, ähnlich wie während der europäischen Schuldenkrise 2010–2011. Die Anleihen der Credit Suisse fielen in den zwei Stunden nach der Antwort von Al Khudairy um bis zu 10 Cent pro Euro, und die Aktien des Unternehmens fielen an diesem Tag um bis zu 31 %. Verwaltungsratspräsident Lehmann, der ebenfalls an der Konferenz in Riad teilnahm, kehrte schnell nach Zürich zurück. Die Führungskräfte der Credit Suisse waren sich bewusst, dass sie den Aktienkurs nicht kontrollieren konnten, aber dass die Anleihen zu notleidenden Wertpapieren wurden, signalisierte grosse Besorgnis bei den Anlegern und Vertragspartner des Unternehmens.

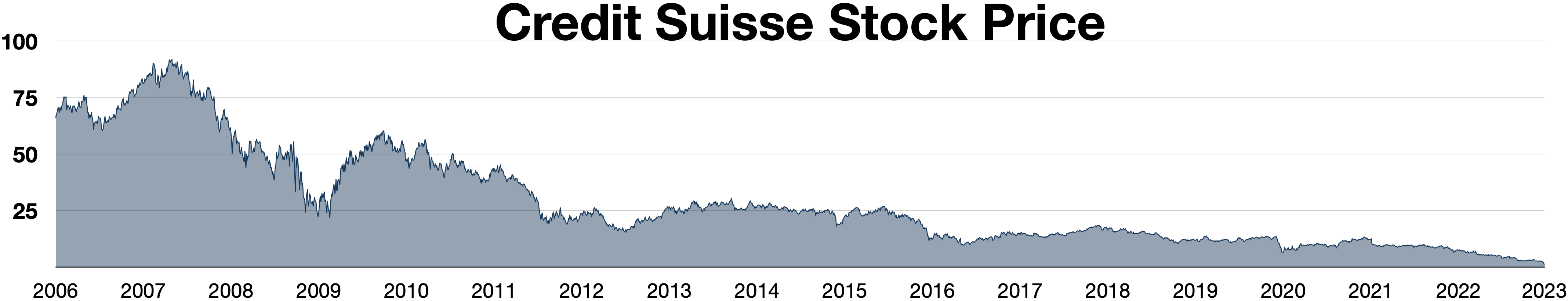
Aktienkurs der Credit Suisse (2006–2023)

Um 13 Uhr beschloss das Unternehmen, Anleihen zurückzukaufen, brauchte aber Hilfe. Trotz des nach 2008 bestehenden Plans, nie wieder öffentliche Gelder zur Rettung einer Bank einzusetzen, beschlossen die Schweizer Behörden, dass sie dies tun mussten, um eine weltweite Panik zu vermeiden. An diesem Tag stellte die Schweizerische Nationalbank der Credit Suisse eine Auffanglinie in Form eines Notkredits von 50 Milliarden Schweizer Franken zur Verfügung. Trotzdem beliefen sich die täglichen Abhebungen von Sichteinlagen noch in derselben Woche auf über 10 Milliarden Schweizer Franken. Die einjährigen Credit Default Swaps für die Credit Suisse stiegen an diesem Tag von ohnehin schon alarmierenden 799 Basispunkten auf 3701 Basispunkte und damit auf den höchsten Stand für Grossbanken seit der Krise 2008. Die Marktdisziplin brach zusammen; ein Investor sagte, der Preis sei so hoch, dass eine Absicherung nicht möglich sei. Die Arbeit bei der Credit Suisse kam fast zum Erliegen, da die Mitarbeiter den Telefonanrufen der Kunden und ihrer eigenen Belegschaft auswichen, um Fragen zur Krise zu vermeiden.
Aufgrund der öffentlichen Verärgerung über die Rettung der UBS durch die Schweizer Behörden im Jahr 2008 mit staatlichen Mitteln war eine solche Rettung der Credit Suisse nicht möglich. Obwohl die Schweizerische Nationalbank und die FINMA öffentlich beteuerten, dass die Credit Suisse gesund sei, bestand der Zweck der Verlustgarantie darin, Zeit zu gewinnen, um einen Käufer zu finden, und nicht darin, das Unternehmen selbst zu retten. Sie wiesen die UBS am Mittwoch an, eine Übernahme als einzige Alternative zur Verstaatlichung der Credit Suisse zu planen, und sagten Berichten zufolge zur Credit Suisse: «Sie werden mit der UBS fusionieren und dies am Sonntagabend vor der Eröffnung der asiatischen Märkte bekannt geben». Während die UBS-Führungskräfte einen solchen Befehl befürchteten und gehorchen mussten, ohne die Finanzlage des Konkurrenten vollständig zu verstehen, war ihnen klar, dass der Zusammenbruch der Credit Suisse den Ruf der Schweizer Finanzwelt bedrohte. Sogar Schweizer Diplomaten diskutierten darüber, Gelder aus dem Unternehmen abzuziehen. Der einjährige CDS-Kurs der Credit Suisse blieb am Donnerstag bei 3468 Basispunkten und signalisierte damit, dass die Anleger an den Zusicherungen der Zentralbank zweifelten. Regulierungsbehörden aus der EU, den Vereinigten Staaten, dem Vereinigten Königreich und der Schweiz gingen davon aus, dass die Credit Suisse am 19. März nicht in der Lage gewesen wäre, ihre Geschäfte zu eröffnen, wenn sie nicht gerettet oder von einer anderen Bank übernommen worden wäre. Die amerikanische Vermögensverwaltungsgesellschaft BlackRock erwog die Übernahme von Teilen der Credit Suisse, stieg aber am 17. März wieder aus; die Schweizer Behörden wollten Berichten zufolge nur eine inländische Lösung für die Schweizer Bank. Das amerikanische Unternehmen entschied, dass es die UBS, die zu seinen Grosskunden gehört, nicht verärgern wollte.
Im April 2023 verzeichnete die Credit Suisse seit Oktober 2022 Nettoabflüsse von schätzungsweise 171,2 Milliarden Franken. Es wurde auch berichtet, dass sich die Kundenabflüsse bei der Credit Suisse in den ersten drei Monaten des Jahres 2023 auf 65 Milliarden Franken beliefen, während die UBS (d. h. der Hauptkonkurrent der Credit Suisse in der Schweiz) neue Einlagen/Zuflüsse von 25 Milliarden Franken verzeichnete (8 Mrd. $ von Schweizer Kunden, 5 Mrd. $ aus Ostasien, 4 Mrd. $ aus Amerika und 3 Mrd. $ aus Europa, dem Nahen Osten und Afrika). In einem Bloomberg-TV-Interview vom 2. Dezember 2022 sagte der Präsident der Credit Suisse jedoch, dass die Abflüsse «im Grunde gestoppt» seien.

## Verhandlungen
Die Verhandlungen über eine Übernahme begannen am 15. März. Die Schweizer Behörden machten geltend, dass eine Einigung vor dem 20. März, dem darauffolgenden Montag, erzielt werden müsse, um zu verhindern, dass sich die Panik auf die ganze Welt ausweitet. Während der kurzen Verhandlungszeit wurden unter anderem folgende Themen diskutiert: UBS wollte die unrentable Investmentbank der Credit Suisse nicht übernehmen, kartellrechtliche Fragen im Zusammenhang mit der Zusammenlegung der beiden grössten Schweizer Banken, der Umfang eines staatlichen Garantien und die Frage, ob die Abstimmung der Aktionäre umgangen werden sollte. Der Präsident der Schweizerischen Nationalbank, Thomas Jordan, leitete die Verhandlungen, wobei er das Management der Credit Suisse weitgehend ausschloss. Centerview Partners und JPMorgan berieten das Management von Credit Suisse bzw. UBS; der UBS-Investmentbanker Piero Novelli und Morgan Stanley berieten die jeweiligen Verwaltungsräte unabhängig voneinander.
Verärgert über ihren Ausschluss warnte das Management der Credit Suisse die UBS und die Schweizer Behörden, dass ihre drei grössten Aktionäre – der Public Investment Fund, der Miteigentümer der Saudi National Bank, die Olayan Group und die Qatar Investment Authority, die zusammen ein Viertel des Unternehmens besitzen – den Deal ablehnten, und wies darauf hin, dass die Investoren aus dem Nahen Osten Grosskunden beider Banken seien. Die UBS wollte die Credit Suisse nur dann übernehmen, wenn der Preis niedrig war und die Schweizer Behörden die UBS für etwaige Verstösse der Credit Suisse gegen aufsichtsrechtliche Bestimmungen schadlos hielten. Am Morgen des 19. März unterbreitete die UBS ein Angebot von 25 Rappen pro Aktie, womit sie die Credit Suisse mit rund 1 Milliarde Dollar bewertete, doch der Preis empörte die Investoren aus dem Nahen Osten. Die Saudi National Bank forderte die Credit Suisse auf, das Angebot abzulehnen, was der Verwaltungsrat auch tat, da er den Preis für zu niedrig hielt. Die Nahost-Investoren boten an, 5 Milliarden Dollar zu investieren, aber die Schweizer Behörden teilten Lehmann mit, dass sein Unternehmen an die UBS verkaufen müsse. Die Credit Suisse kontaktierte die Deutsche Bank und andere, aber die Zeit reichte nicht für einen anderen Käufer. Am Nachmittag unterbreitete die UBS ein Angebot von 0,50 Schweizer Franken pro Aktie, was die Credit Suisse mit knapp über 2 Milliarden Dollar bewertete.
Die Schweizer Behörden drohten damit, den Verwaltungsrat der Credit Suisse abzusetzen, falls dieser das Angebot nicht annehmen würde; UBS erklärte sich bereit, ihr Angebot mit verstärkter finanzieller Unterstützung durch die Schweiz zu erhöhen. Das endgültige Angebot zum Kauf der Credit Suisse für 3 Milliarden Franken wurde vom Verwaltungsrat der Credit Suisse vor der Eröffnung der asiatischen Finanzmärkte am Montagmorgen angenommen. Die Credit Suisse-Aktionäre erhielten eine UBS-Aktie für 22,48 Credit Suisse-Aktien, was 76 Rappen pro Aktie entspricht.

## Übernahme
Die Übernahme wurde vom Bundesrat unter der Leitung des Eidgenössischen Finanzdepartements (EFD), der Schweizerischen Nationalbank und der FINMA koordiniert. In einer Dringlichkeitssitzung am 19. März 2023 machte der Bundesrat von seiner Dringlichkeitsermächtigung Gebrauch, um die Fusion ohne Zustimmung der Aktionäre zu ermöglichen und der Credit Suisse zusätzliche Liquiditätshilfen zu gewähren, die durch eine staatliche Ausfallbürgschaft abgesichert sind und einen Konkurs verhindern. Darüber hinaus gewährte der Bundesrat der UBS eine Garantie von 9 Milliarden Franken für potenzielle Verluste aus Risiken im Zusammenhang mit der Transaktion, nachdem die Finanzdelegation der Bundesversammlung (FinDel) den beiden beantragten Verpflichtungskrediten über insgesamt 109 Milliarden Franken zugestimmt hatte. Im Rahmen der Transaktion wurden zusätzliche Tier-1-Anleihen (AT1) im Wert von 16 Milliarden Franken auf Genehmigung der FINMA auf Null abgeschrieben – die bisher grösste Abschreibung von AT1-Schulden. Damit mussten die Obligationäre grössere Verluste hinnehmen als die Aktionäre der Credit Suisse, und die internationalen Investoren, die nicht über die Übernahme abstimmen konnten, wurden besänftigt.
Der Bundespräsident Alain Berset, die Finanzministerin Karin Keller-Sutter und der SNB-Verwaltungsratspräsident Jordan gaben die Übernahme am 19. März 2023 an einer Pressekonferenz bekannt, an der auch die Präsidenten von UBS und CS teilnahmen. Die Regierung erklärte, ihr Risiko sei gering und die Übernahme sei für die Stabilität der Finanzmärkte in der Schweiz und weltweit notwendig. Keller-Sutter betonte: «Es ist keine staatliche Rettung, es ist eine rein kommerzielle Lösung.»
UBS-Verwaltungsratspräsident Colm Kelleher erklärte, dass UBS keine Gespräche initiiert habe, fügte jedoch hinzu, dass das Unternehmen die Transaktion als «finanziell attraktiv für die UBS-Aktionäre» betrachte. Er fügte hinzu, dass es sich bei dem Geschäft um eine «Notfallrettung» handele.  Der Tages-Anzeiger berichtete, dass Francesca McDonagh von der Credit Suisse und Mike Dargan von der UBS ihre jeweiligen Integrationsteams leiten würden, die mit der Zusammenführung der Banken beauftragt seien. Sergio Ermotti, der von 2011 bis 2020 CEO der UBS Group war, wurde als Nachfolger von Hamers am 5. April 2023 erneut an die Spitze der Gruppe berufen. Kelleher, der als Verwaltungsratspräsident wiedergewählt wurde, schätzte, dass die Integration bis zu vier Jahre dauern werde, ohne den Abbau der Investmentbanking-Sparte der Credit Suisse.
Laut Bloomberg News wird die UBS Group AG im zweiten Quartal 2023 wahrscheinlich einen Gewinn von bis zu 51 Milliarden Franken ausweisen, der auf den negativen Goodwill aus der Übernahme der Credit Suisse zurückzuführen ist. Allein die Schweizer Tochtergesellschaft der Credit Suisse soll ein Vielfaches von dem wert sein, was UBS für sie bezahlt hat. Der Buchwert der Credit Suisse Group belief sich Ende März 2023 auf 54 Milliarden Franken. Im April 2023 wurde bekannt, dass der «negative Goodwill» 35 Milliarden USD betragen würde.
In der ausserordentlichen Session der eidgenössischen Räte zur Übernahme der Credit Suisse durch die UBS vom 11. und 12. April 2023, lehnte der Nationalrat die beiden Verpflichtungskredite über insgesamt 109 Milliarden Franken ab.
Am 14. April 2023 genehmigte das Federal Reserve Board der US-Notenbank Fed die Übernahme der US-Tochtergesellschaften. Die Bank of England sowie die Europäische Kommission hatten ihre Zustimmung bereits zuvor gegeben.
Am 9. Juni 2023 wurde der Vertrag zwischen dem Bundesrat und der UBS unterzeichnet, in dem sich die Regierung verpflichtete, der UBS bis zu 9 Milliarden Franken zu zahlen, falls die Übernahme der Credit Suisse zu einem Verlust für die UBS führen sollte (die ersten 5 Milliarden Franken werden laut Vertrag von der UBS selbst getragen).
Nur zwei Monate später, am 11. August 2023, gab die UBS bekannt, dass sie die Verlustgarantie des Bundes von 9 Milliarden Franken sowie die Vereinbarung zwischen der Credit Suisse und der Schweizerischen Nationalbank über Liquiditätshilfe-Darlehen mit Ausfallgarantie des Bundes von 100 Milliarden Franken mit der Schweizerische Nationalbank beendet. Laut Keller-Sutter «tragen die Schweizer Steuerzahler kein Risiko mehr im Zusammenhang mit der Rettung der Credit Suisse». Weniger als einen Monat später sollte die Schweiz jedoch eine staatliche «Liquiditäts-Garantie» für ihre Banken einführen, die systemrelevant sind.

### Reaktionen
Die Finanzmarktaufsichtsbehörden der Europäischen Union und der Vereinigten Staaten gaben Erklärungen ab, in denen sie der Übernahme zustimmten. Analysten bezeichneten die Übernahme als eine vom Bundesrat arrangierte «Blitzhochzeit». Ulrich Körner, CEO der Credit Suisse, sagte an der Generalversammlung im April 2023: «Wir haben es nicht geschafft. Uns ist die Zeit davon gelaufen. Das erfüllt mich mit Trauer.»
Allison Morrow, leitende Redakteurin bei CNN Business, wies darauf hin, dass die Credit Suisse schon seit mehreren Jahren mit Problemen zu kämpfen hatte: «[Die Silicon Valley Bank und die Credit Suisse haben] mit Problemen zu kämpfen, die nichts miteinander zu tun haben und zufällig zur gleichen Zeit stattfanden, was die Anleger um den Bankensektor beunruhigt.» Mehrere ehemalige Führungskräfte sagten der Financial Times, dass der Zusammenbruch 2023 nach jahrelangem Niedergang dadurch verursacht wurde, dass sie von der Krise 2008 fast nicht betroffen waren, da das Management der Meinung war, die Bank müsse sich nicht ändern. Zwei Führungskräfte, die von Beobachtern gegenüber der Zeitung als Mitverursacher des Niedergangs genannt wurden, waren Urs Rohner, der von 2011 bis 2021 den Vorsitz innehatte und in dieser Zeit die Credit-Suisse-Aktie um 75 % einbüsste, und Romeo Cerutti, der 13 Jahre lang bis 2022 als General Counsel tätig war.
In der Schweizer Politik nahm Keller-Sutters Mitte-Rechts-FDP die Intervention der Regierung mit Bedauern zur Kenntnis, während die rechte Schweizerische Volkspartei und die linke Sozialdemokratische Partei der Schweiz verärgert reagierten, «Vetternwirtschaft» anprangerten und forderten, die Verantwortlichen zur Rechenschaft zu ziehen. Keller-Sutter sagte, ohne die Übernahme hätte die Credit Suisse «den Montag nicht überlebt. Ohne Lösung wäre der Zahlungsverkehr mit der CS in der Schweiz empfindlich gestört worden, möglicherweise sogar zusammengebrochen, Löhne und Rechnungen hätten nicht mehr bezahlt werden können ... Wir hätten mit einer weltweiten Finanzkrise rechnen müssen».
Die Verfassungsklausel, auf die sich die Regierung berief, um eine Aktionärsabstimmung zu umgehen, erlaubt Notmassnahmen «zur Abwehr bestehender oder unmittelbar drohender Gefahren einer schwerwiegenden Störung der öffentlichen Ordnung oder der inneren oder äusseren Sicherheit». Das Auslassen der Abstimmung verärgerte die Grossinvestoren der Credit Suisse; die Financial Times zitierte einen aus dem Nahen Osten mit den Worten: «Man macht sich über Diktaturen lustig und kann dann am Wochenende das Gesetz ändern. Was ist jetzt der Unterschied zwischen Saudi-Arabien und der Schweiz? Es ist wirklich schlimm». Vincent Kaufmann, CEO der Stimmrechtsberaterin Ethos Stiftung, die bis zu 5 % der Credit Suisse-Aktionäre vertritt, sagte: «Diese Situation ist ein grosses Versagen der Unternehmensführung und kann internationalen institutionellen Anlegern ein schlechtes Bild der Schweiz in Bezug auf gute Unternehmensführung vermitteln». Er wies zwar darauf hin, dass ein Rechtsstreit schwierig sein würde, widersprach aber Keller-Sutters Beschreibung als «kommerzielles Geschäft»: «Wenn man das Gesetz ändert und den Aktionären das Stimmrecht in einer so wichtigen Frage entzieht, handelt es sich eindeutig um einen staatlichen Eingriff. Das ist beispiellos und eine Enteignung der Aktionärsrechte.» An der Aktionärsversammlung der Credit Suisse im April 2023 bezeichnete Kaufmann den Zusammenbruch des Unternehmens als «ein beispielloses Debakel». Octavio Marenzi von Opimas sagte: «Das Ansehen des Finanzplatzes Schweiz ist erschüttert. Das Land wird nun als finanzielle Bananenrepublik angesehen». Peter V. Kunz von der Universität Bern sagte: «Ausländische Investoren könnten sich fragen, ob die Schweiz eine Bananenrepublik ist, in der die Rechtsstaatlichkeit nicht gilt», während Kern Alexander von der Universität Zürich sagte, dass die «panische» Transaktion «die Rechtsstaatlichkeit untergräbt und die Schweiz untergräbt». An der UBS-Aktionärsversammlung im April 2023 herrschte dagegen das Gefühl vor, dass die Übernahme das sein könnte, was die Financial Times als «das Geschäft des Jahrhunderts» bezeichnete, obwohl Kelleher die Schwierigkeiten der Transaktion betonte. Die Aktionäre beider Banken stellten fest, dass die Bilanz der UBS grösser sein wird als die der Schweizerischen Nationalbank.
Eine Umfrage des Forschungsinstituts gfs.bern vom März 2023 ergab, dass 54 % der Schweizerinnen und Schweizer mit dem Rettungsplan des Bundes für die Credit Suisse nicht einverstanden sind. Einundsechzig Prozent hätten es vorgezogen, wenn der Staat die Credit Suisse verstaatlicht und später verkauft hätte. Vier von fünf Befragten wollen, dass die UBS das Schweizer Geschäft der Credit Suisse ausgliedert, um eine zu grosse Risikokonzentration zu vermeiden, und 77 % der Schweizer gaben an, dass sie mit der Geschäftsleitung der Credit Suisse wegen des Debakels nicht einverstanden sind.
Im April 2023 eröffnete die Schweizer Bundesanwaltschaft eine Untersuchung, um zu analysieren und zu ermitteln, ob im Zusammenhang mit der Übernahme strafbare Handlungen von Regierungsbeamten, Aufsichtsbehörden und Führungskräften der beiden Banken begangen wurden. Die Ergebnisse der Untersuchung werden 50 Jahre lang unter Verschluss gehalten, länger als die für solche Untersuchungen üblichen 30 Jahre.

#### Ausgabe von AT1-Anleihen
Analysten warnten, dass der Deal zwischen UBS und Credit Suisse die Bankenkrise eher verlängern als beenden könnte, vor allem wegen der Abschreibung von AT1-Anleihen im Wert von 16 Milliarden Franken. AJ Bell Investment Director Russ Mould sagte: «Das bedeutet, dass die Bankenkrise, die wir in den letzten Wochen erlebt haben, eher ein neues Kapitel aufgeschlagen hat, als dass sie ihr Ende erreicht hat». AT1-Anleihen von Credit Suisse und UBS sind insofern ungewöhnlich, als ihre Bedingungen eine vollständige Abschreibung anstelle einer Umwandlung in Eigenkapital zulassen; die meisten derartigen Wertpapiere sind stärker geschützt. Sowohl die Bank of England (BoE) als auch die europäischen Behörden erklärten am 20. März, dass das Eigenkapital gegenüber den Schulden nachrangig bleiben würde. Laut BoE gab es eine «klare gesetzliche Regelung» für Bankauflösungen, bei denen die AT1-Inhaber nach den Aktienanlegern den Verlusten ausgesetzt wären. Der ehemalige Vizepräsident der Europäischen Zentralbank (EZB), Vítor Constâncio, sagte, dass die Schweizer AT1-Entscheidung ein «Fehler mit Konsequenzen und möglicherweise einer Vielzahl von Gerichtsverfahren» sei, und Jacob Kirkegaard vom Peterson Institute sagte: «Daraus werden eine Menge Klagen entstehen, die das unberechenbare und egoistische Verhalten der Schweizer Behörden in dieser Saga aufzeigen werden». Am 21. März 2023 wurden die AT1-Anleihen für ein paar Cent pro Dollar gehandelt, was darauf hindeutet, dass die Anleger durch Rechtsstreitigkeiten immer noch einen Wert in ihnen sehen.
Die FINMA hat jedoch erklärt, dass die Abschreibung «den vertraglichen Verpflichtungen entsprach». Darüber hinaus sehen diese Anleihen vor, dass sie im Falle eines «Rentabilitätsereignisses» vollständig abgeschrieben werden, insbesondere wenn eine ausserordentliche staatliche Unterstützung gewährt wird.
Trotz ähnlicher Bedingungen wie bei den AT1-Anleihen der Credit Suisse wurden die Tier-2-Anleihen von 2,5 Milliarden US-Dollar nicht abgeschrieben. FT Alphaville schrieb: «Das beste/lustigste Argument, das wir gehört haben, ist, dass sie diese Angelegenheit einfach vergessen haben, und als es jemandem klar wurde, war es am besten, einfach so zu tun, als sei das alles Absicht gewesen.»

## Rechtsstreitigkeiten

### Boni
Gemäss der SonntagsZeitung wurden «einer Handvoll Credit Suisse-Führungskräfte in den Jahren vor dem Zusammenbruch der Bank Hunderte von Millionen Franken an undurchsichtigen Gewinnbeteiligungen ausbezahlt». Es wurde auch berichtet, dass Brady Dougan, der ehemalige CEO der Credit Suisse, nach der Finanzkrise 2007, die die Aktien der Bank abstürzen liess, 71 Millionen Franken an Boni erhielt. Das Schweizer Parlament erwägt auch Reformen, die exzessive Boni für Banken, die als systemrelevant gelten, einschränken würden. Infolge der geltenden Rechtslage dürfen aber die Ex-CS-Chefs die bereits ausbezahlten Boni voraussichtlich behalten. In einem am 13. Mai 2025 veröffentlichten noch nicht rechtskräftigen Piloturteil des Bundesverwaltungsgerichts, wurde bei einer gemeinsamen Beschwerde von zwölf Betroffenen entschieden, dass die von der FINMA angeordnete Kürzung oder gar Streichung der variablen Vergütungen (Boni) bei den obersten drei Führungsebenen der Credit Suisse, welche über die Dauer der Staatshilfe hinausgehen rechtswidrig ist. Daraufhin kündigte das Eidgenössische Finanzdepartement an, gegen das Urteil eine Beschwerde beim Bundesgericht einzureichen.

### Aktionäre
Am 14. August 2023 reichten mehrere Aktionäre eine Klage zur Überprüfung des Übernahmepreises beim Handelsgericht in Zürich ein. Da die Notübernahme am 19. März den Wert der einzelnen Credit Suisse-Aktie von 1,86 Franken am 17. März auf 0,76 Franken zwei Tage später, als die Einigung erzielt wurde, reduzierte, machen die Aktionäre vor Gericht geltend, dass die Bank zu einem viel höheren Preis (zwischen 7,3 und 35 Milliarden Franken) hätte verkauft werden müssen.
Gesamthaft werden durch LegalPass, den Schweizerischen Anlegerschutzverein (SASV) und weitere Kläger mehr als 5000 Aktionäre vertreten.

### AT1-Anleihen
- Im Oktober 2023 waren bei US-amerikanischen und Schweizer Gerichten Klagen im Wert von 9 Milliarden US-Dollar anhängig, die sich hauptsächlich auf die Abschreibung von AT1-Anleihen bezogen.

- Acht AT1-Anleihengläubiger verklagen die Schweiz bei einem US-amerikanischen Gericht zu einer Entschädigung von rund 86 Millionen US-Dollar. Dabei wird versucht die Staatenimmunität der Schweiz aufzuheben.[19]

## Auswirkungen
Kelleher von UBS sagte, dass der Abschluss der Transaktion einige Wochen in Anspruch nehmen werde und dass UBS beabsichtige, die «heiklen Geschäftsbereiche» der Credit Suisse zu «entriskieren». Er sagte, dass die Credit Suisse bis zum Abschluss der Fusion wie gewohnt weiterarbeiten werde und dass noch nichts über die Auswirkungen der Fusion auf die Mitarbeiter der Credit Suisse gesagt werden könne. Als Teil der Transaktion wird UBS die Investmentbank der Credit Suisse abwickeln.
Die grössten Aktionäre der Credit Suisse, darunter die Saudi National Bank (9,9 %) sowie die Staatsfonds Qatar Investment Authority (6,8 %) und Norges Bank Investment Management, werden durch die Übernahme voraussichtlich erhebliche Verluste erleiden.
Andere Schweizer Banken hofften, die Credit Suisse als zweitgrösste Bank des Landes abzulösen. Der CEO der Zürcher Kantonalbank, Urs Baumann, sagte, dass sein Unternehmen «alle Geschäftsbereiche einer Universalbank anbietet und damit eine Ergänzung zur neu entstehenden Grossbank ist». Die Aktien der Julius Bär Gruppe, die nach dem Zusammenbruch der Credit Suisse zur zweitgrössten Bank des Landes nach Vermögenswerten wurde, stiegen in der Woche nach der UBS-Übernahme um 13 %.
Die Übernahme führte dazu, dass AT1-Anleihen der Credit Suisse von 17 Milliarden Dollar als wertlos abgeschrieben wurden, was die Kreditwürdigkeit der neu erworbenen Bank untergrub. Auch die Eigentumsrechte wurden von den Aktionären in der Schweiz als geschwächt bezeichnet, da die Transaktion an der gesetzlich vorgeschriebenen Zustimmung der Aktionäre vorbeiging. Ein Ausverkauf von Anleihen infolge der Vernichtung von AT1-Anleihen veranlasste die UBS, Anleihen im Wert von 2,75 Milliarden Euro zurückzukaufen, die sie Tage vor der Ankündigung der Übernahme ausgegeben hatte, und ihre Anleger zu entschädigen, um die Märkte zu stabilisieren.
Laut Reuters forderte die Bank of America ihre Händler und Hedge-Fonds-Kunden auf, als Vorsichtsmassnahme nach der Übernahme keine Geschäfte mehr an die Dark Pools der Credit Suisse zu senden.
Laut BAK Economics, einem Schweizer Wirtschaftsforschungs- und Beratungsinstitut, sind in der Schweiz 9500 bis 12'000 Arbeitsplätze bedroht, wobei der Verlust von Arbeitsplätzen in Zürich auf 6500 bis 8000 Vollzeitstellen geschätzt wird. Die Übernahme wird höchstwahrscheinlich Arbeitsplätze im mittleren und hinteren operativen Bereich sowie in den Bereichen Recht, Compliance, Marketing, Personalwesen und regionale Positionen betreffen; einige Bankfilialen von UBS und Credit Suisse liegen direkt nebeneinander. Obwohl die UBS-Mitarbeiter wahrscheinlich sicherer sind, war die Credit Suisse in einigen Bereichen, wie dem inländischen Firmenkundengeschäft, stärker. Die UBS wird weniger wahrscheinlich die Löhne erhöhen, da die Mitarbeiter nicht mehr zur Credit Suisse wechseln können. Laut Tages-Anzeiger wird der Stellenabbau voraussichtlich 20 bis 30 Prozent der kombinierten Belegschaft oder bis zu 30'000 Stellen betreffen. Im August 2023 erklärte die UBS, dass der Stellenabbau in der Schweiz in Zukunft 3000 betragen werde (die UBS berichtete, dass seit 2023 bereits 8000 Mitarbeiter die CS verlassen haben).
Aufgrund staatlicher Garantien hätte im Falle eines Konkurses des fusionierten Unternehmens jede Person in der Schweiz mit bis zu 12'500 Franken gehaftet.
Al Khudairy von der Saudi National Bank trat eine Woche nach der Übernahme unter Angabe persönlicher Gründe zurück. Ein Banker in Saudi-Arabien erklärte gegenüber der Financial Times, dass «das Problem der Erklärung des Präsidenten unter den leitenden Entscheidungsträgern nicht unbemerkt blieb». Ein anderer sagte, dass er «ein Opfer war, weil er seine ehrliche Meinung in einer für die Credit Suisse so angespannten Zeit geäussert hatte. Im Nachhinein betrachtet ... war seine Antwort richtig».
Nach Angaben der Citigroup wird die neue Bank 35 % der inländischen Einlagen, 31 % der Unternehmenskredite und 26 % der Hypotheken in der Schweiz auf sich vereinen. UBS wird das Schweizer Geschäft der Credit Suisse beibehalten, aber deren Marke aufgeben. UBS plant nach eigenen Angaben, die Kosten um 10 Milliarden Dollar zu senken. Ende August 2023 gab UBS zudem bekannt, dass die Geldabflüsse bei der Credit Suisse gestoppt wurden. Nach der Übernahme der Credit Suisse meldete UBS für das zweite Quartal 2023 einen Rekordgewinn von fast 30 Milliarden Dollar.

### Parlamentarische Untersuchungskommission
Am 8. Juni 2023 setzte die Bundesversammlung eine Parlamentarische Untersuchungskommission (PUK) «zur Untersuchung der Geschäftsführung der Behörden im Zusammenhang mit der Notfusion der Credit Suisse mit der UBS» ein. Am 14. Juni 2023 wurden die 14 Mitglieder der PUK ernannt, die «die Verantwortlichkeiten der Behörden und Organe rund um die Notfusion der Credit Suisse mit der UBS untersuchen soll». Es sind je sieben Mitglieder aus Nationalrat (NR) und Ständerat (SR). Der Bericht wurde am 20. Dezember 2024 veröffentlicht.

## Dokumentationen
- Zusammenbruch der Credit Suisse – Finanzplatz Schweiz unter Druck. In: SRF DOK, 13. März 2025 (50 Min.; mit Text).
- Simon Helbling: Game Over – Der Fall der Credit Suisse. Contrast Film/Kinescope Film, 2025.[41][42][43]